# Chlosyne anastasia
Chlosyne anastasia är en fjärilsart som beskrevs av Arthur Francis Hemming 1934. Chlosyne anastasia ingår i släktet Chlosyne och familjen praktfjärilar. Inga underarter finns listade i Catalogue of Life.